# Les Spectraculaires Nouvelles Aventures de Casper
Pour les articles homonymes, voir Casper.
Les Spectraculaires Nouvelles Aventures de Casper ou Le Nouveau Casper (The Spooktacular New Adventures of Casper) est une série télévisée d'animation américaine en 52 épisodes de 22 minutes, réalisée par Alfred Gimeno et Marija Miletic Dail, diffusée du 24 février 1996 au 17 octobre 1998 dans le bloc de programmes Fox Kids. Elle est considérée comme la suite du film live sorti en 1995.
En France, sa première diffusion hertzienne commence le 4 septembre 1996 sur France 2 dans La Planète de Donkey Kong. Elle sera rediffusée plus tard en août 1999, sur France 2 dans Anime tes vacances, et de nouveau le 15 août 2000, toujours sur France 2 dans Petitsmatins.cool. Le 26 octobre 2006, la chaîne Boomerang diffusera la série pour la première fois sur le canal satellite et le câble. Elle reste inédite dans les autres pays francophones.

## Synopsis
Casper, un adorable fantôme d'un enfant décédé à l'âge de 12 ans d'une pneumonie, hante la maison dans laquelle il a grandi. Fantôme gentil et timide, il n'aspire qu'à une seule chose : se faire des amis. De ce fait, il n'effraie pas les êtres humains, au grand dam de ses oncles, Bouffi, Teigneux et Crado. 
Casper se fait des amis parmi les fantômes, comme Spooky, mais aussi les êtres humains, tels que Kate. Quant au Dr Harvey, le père de Kathleen et aussi psychiatre pour fantômes, il est constamment en conflit avec les trois oncles diaboliques du héros. 

## Production
(novembre 2020).
Le contenu est difficilement compréhensible vu les erreurs de traduction, qui sont peut-être dues à l'utilisation d'un logiciel de traduction automatique.
À l'époque où le tournage principal de Casper s'est achevé, une suite a été proposée et une présentation a été rédigée. Cependant la combinaison d'un box-office moins brillant que prévu - bien que le film ait rapporté 100 millions de dollars aux États-Unis, le budget représentait plus de la moitié de ce total et les analystes prévoyaient des gains beaucoup plus élevés pour le film - et le fait que Christina Ricci et Bill Pullman, étaient liés à d’autres projets après Casper, ne seraient disponibles que plus d’un an plus tard a fait que l'idée a été abandonnée. Les producteurs ont alors décidé de laisser tomber l'idée d'une suite en prise de vues réelles et ont plutôt développé une série d'animation pour continuer l'histoire.
L'émission a été diffusée sur la chaîne télévision Fox Kids de 1996 à 1998 pendant quatre saisons. 52 épisodes ont été produits, mais seuls les 46 premiers sont apparus sur Fox, les autres ayant été diffusés sur Fox Family. La plupart des personnes qui ont travaillé sur cette série ont également travaillé sur Les Tiny Toons, Animaniacs et Minus et Cortex (cette dernière étant une série dérivée de la première, qui a fait ses débuts sur la chaîne Fox).
Le titre français lors de la première diffusion sur France 2 de la série sera "Casper et ses amis". Elle mêlera la diffusion d'épisodes de la série animée Casper et ses Amis de 1950 et de Les Spectraculaires Nouvelles Aventures de Casper. C'est en août 2006, lors de sa diffusion sur la chaîne Boomerang, que le dessin animé adoptera le nom : Le Nouveau Casper.
Le Nouveau Casper se démarque des versions précédentes, en suivant un modèle de sitcom avec des répliques et des gags de culture pop. La série reprend l'origine de Casper établie dans le film de 1995. La série brise fréquemment le quatrième mur. Ce dessin animé a utilisé les anciens personnages secondaires tels que les trois oncles Bouffi, Teigneux et Crado, Spooky le cousin de Casper, Poil la petite-amie goule de Spooky, et Nightmare le cheval fantôme qui, contrairement aux dessins animées et bandes dessinées originaux, ne parle pas (bien que doublé par Frank Welker en version originale). La série a également introduit de nouveaux personnages, comme la professeure de Casper qui parle fort, Mme Banshee.

## Fiche technique
- Titre original : The Spooktacular New Adventures of Casper ou Casper
- Titre français : Les Spectraculaires Nouvelles Aventures de Casper ou Le Nouveau Casper
- Création : Seymour Reit, Joe Oriolo
- Réalisation : Alfred Gimeno et Marija Miletic Dail
- Scénario : Mark York
- Création des personnages : Sue Crossley, Donna Zeller
- Direction artistique : Rae McCarson
- Animation : Akom Productions
- Musique : Harvey Cohen, Michael Tavera, Ron Grant
- Production : Sherri Stoner, Deanna Oliver, Alfred Gimeno, Marija Miletic Dail
- Sociétés de production : Universal Cartoons Studios, Harvey Entertainment, Amblin Entertainment, Jeffrey A. Montgomery Productions
- Société de distribution : NBCUniversal Television Distribution
- Pays :  États-Unis
- Langue : anglais et français
- Format : couleurs - 4/3 - son stéréo
- Nombre d'épisodes : 52 (4 saisons)
- Durée :
- Dates de première diffusion :
  - États-Unis : 24 février 1996 (Fox Kids)
  - France : 4 septembre 1996 (France 2)

## Distribution

### Voix originales
- Malachi Pearson : Casper
- Kath Soucie : Kat Harvey
- Dan Castellaneta : Dr Harvey
- Joe Nipote : Stretch
- Joe Alaskey : Stinkie / Baby Huey
- Brad Garrett : Fatso (saisons 1-2)
- Jess Harnell : Fatso (saisons 3-4)
- Rob Paulsen : Spooky
- Miriam Flynn : Poil
- Tress MacNeille : Ms. Banshee
- Sherry Lynn : Amber
- Debi Derryberry : The Jennifers
- Frank Welker : Nightmare the Horse
- April Winchell : Ms. C

### Voix françaises
- Hervé Rey : Casper
- Claire Guyot : Kate
- Pierre-François Pistorio : Dr Harvey / Stretch (Teigneux)
- Serge Faliu : Stinkie (Crado)
- Daniel Beretta : Fatso (Bouffi)
- Claude Lombard : voix féminines diverses

## Épisodes
1. Le Spectropathe / Coucou, fais-moi peur / Grippes à la mode
2. Donne la papatte / L'Alphabête / Ça y ressemble
3. L'Abominable Fantôme des neiges / OVNI soit qui mal y pense / Poême symphonique
4. Le Vaisseau spécial / Belle à faire peur / Méforme humaine
5. Que ça lui serve de leçon / Le Manoir désenchanté / Ça crève l'écran !
6. Hippie Pip ! / Au plus offrant / Potins télépathiques
7. Tu t'entêtes et t'as tort / Toi et moi / Le Vieux Tableau
8. Silence, on retourne ! / L'Outre-tombeur
9. La Fureur de survivre / Mécompte en banque
10. Science-friction / Base-ball blues
11. Cancre sympathique / Émission impossible / À nos chers disparus
12. Faux et Usage / L'Opéra d'Fatso
13. Point fixe / La Plus Noble Conquête du fantôme
14. Taratatas / Du simple au double
15. Qui pue l'plus ?/ Pulp Friction
16. Ectospasmes / Tous au parfum / Grosse Déprime
17. Concurrence britannique / Passé décomposé
18. Offre d'effroi / Rage de pub / Trio vocal / Soirée de gla-gla
19. Le Trio de Hurlevent / Orage dedans / La Légende de Barbapoile
20. Bébé éprouvant / Un sale mec / Des agents très spectraux
21. Trop plein d'elfe / Service funeste
22. Frime et Châtiment / La Victoire en chantant
23. Pas de cadeau / Déchantons Noël / Compères Noël / Musicothérapie
24. Amour, Délice et Morgue / Au clair de saloon
25. Spooky Woogie / Dame blanche et 7 de cœur
26. Chimères d'alors / Hit, Hit, Hit, Hurla ! / Séparation de corps
27. B + C = A.C. / Mystère et boule de billard
28. Le Trio des Bermudes / Chapeau ! / El Fandingo
29. Le Nouveau Nez / L'argent n'a pas d'odeur / F.A.T.S.O
30. Plus de peur que de mal / Télépathos / Bouquet de pensées
31. Rouge et libre / 40 bougies / J'prendrai ton nez
32. Pourri Poppins / Hop et Rats / Bon pied, bon œil
33. Sans foi ni loi / Tel est thon / Dix p'tits sans os
34. Ce vieux manoir / Conte à rebours
35. Sorts'hier et d'aujourd'hui / Mets en plein les nar. / Fan tomate et les trois affreux
36. Question pour un fantôme / Mac Bête / Est-ce que je te plait ?
37. Les 7 d'horreurs / Cirque à Pif-Paf / C'qu'y faut, c'est faire le poids
38. Les Petites Manœuvres / Zéro zéro spectre contre Ghostfinger / Le stretching est fait pour vous
39. Jean Namasse / Maman Talot / Ose faire peur
40. Une réunion de famille / Quatre enterrements et un mariage / Je peux être qui vous voulez
41. La Guerre au golf / Les Hors-d’œuvre
42. Fantômes as / Caspeur / Chapophonie
43. Dégelée royale / Maudimat / Fantôme Polka
44. Les Cartoonistes / Docteur Harvey et Mister Davidson / Danse-le
45. Poli-tiquement correct / Lolo Bidgeda / Trois petites lettres
46. Jack et le Haricot géant / Il y a des sueurs froides / Donner des sueurs froides
47. Autant en emporte le hurlement / Il n'a Casper de rien / Tournez mégère
48. Au cin-émoi / Vas-y, chante ta joie / La Mort-alité
49. Ça c'est New-York / Z'ont rien sur nous / Reste au rang
50. Tout est permis / Le docteur est absent / Chansons infantiles
51. Miami Vice / C'est la Saint Fatso / Des micros et des ondes
52. Boo-Kini Beach / Le P'tit Homme d'ail

## Titre en différentes langues
- Anglais : The Spooktacular New Adventures of Casper (États-Unis)
- Français : Les Spectraculaires Nouvelles Aventures de Casper (France)
- Espagnol : Las Espectaculares Nuevas Aventuras de Gasparín (Amérique latine) ou Las Fantásmicas Aventuras de Casper (Espagne)
- Italien : Le fantasmagoriche nuove avventure di Casper
- Japonais : ユニバーサル版キャスパー
- Danois : De Spoktakulære nye eventyr med Casper